# Grande Prêmio do México de 1992
Resultados do Grande Prêmio do México de Fórmula 1 realizado na Cidade do México em 22 de março de 1992. Segunda etapa da temporada, teve como vencedor o britânico Nigel Mansell, que subiu ao pódio junto a Riccardo Patrese numa dobradinha da Williams-Renault, com Michael Schumacher em terceiro pela Benetton-Ford.
Em meio ao furor da competição, anunciaram a renovação do contrato da etapa mexicana por mais cinco anos mediante um acordo entre José Abed, presidente do comitê organizador, e a Federação Internacional de Automobilismo Esportivo, mas em 7 de outubro de 1992, o conselho mundial da FISA excluiu o Grande Prêmio do México do calendário de 1993, reinserindo-o na categoria apenas em 2015.

## Resumo

### Prognósticos de Ayrton Senna
"Acho difícil lutar pela pole". Pouco antes de embarcar para a Cidade do México, Ayrton Senna foi sincero ao comentar o momento vivido por sua equipe e ao falar sobre a etapa mexicana, completou: "O importante nesta corrida é chegar entre os primeiros, marcar pontos e ganhar tempo até a estreia do novo carro". Habituado a largar na primeira posição, o brasileiro parecia resignado ao confirmar a impressão tida na África do Sul quando sofreu para subir ao pódio em terceiro lugar: o McLaren MP4/6B concebido por Neil Oatley não era páreo para as Williams FW14B com suspensão ativa desenvolvidas por Adrian Newey, conforme o próprio Senna admitiria algum tempo depois no Grande Prêmio do Brasil.
Diante de tal realidade restava ao tricampeão mundial torcer para que o asfalto ondulado do Autódromo Hermanos Rodríguez reduzisse a eficiência dos carros de Frank Williams e a nova gasolina desenvolvida pela Shell impulsione o motor Honda RA122E V12 da McLaren de modo compensar a perda de potência causada pelos 2.400 metros de altitude do circuito em relação ao nível do mar a fim de trazer algum equilíbrio à disputa enquanto o piloto de testes, Mark Blundell, ajuda a desenvolver o novo bólido do time de Woking. O referido carro terá uma nova aerodinâmica, acelerador eletrônico e câmbio semiautomático. Por ironia, os comandados de Ron Dennis recorreram à tecnologia para melhorar seu carro, artifícios que, segundo Senna, nivelam os pilotos por baixo compensando a pouca aptidão de alguns e transfere para os engenheiros e técnicos a responsabilidade pelo acerto das máquinas.

### Reformas na Peraltada
Palco de acidentes envolvendo Ayrton Senna, a curva Peraltada foi recapeada e teve sua inclinação reduzida em 35 graus. Em 1987 o brasileiro guiava para a Lotus e sofreu um acidente durante o treino oficial quando seu carro atingiu a barreira de pneus a 150km/h, resultando em dores no pescoço e incômodo na hora da prova. Em junho do ano anterior, ele passou sobre uma ondulação da pista, girou, bateu na barreira de pneus, capotou e ficou de cabeça para baixo numa área de terra batida durante o primeiro treino oficial para a corrida, mas esgueirou-se e saiu da McLaren sem maiores consequências.
Sobre as reformas na Peraltada, Senna foi incisivo: "A curva está até mais perigosa, pois a inclinação foi reduzida na parte externa, e não na interna, onde passam os carros". Irônico, o italiano Riccardo Patrese sentenciou: "Está quase igual. Passei por ela e nem notei a diferença".

### Senna sofre outro acidente
Aos dezoito minutos da primeira sessão de treinos oficiais, o bólido de Ayrton Senna passou em cima de uma ondulação rodou na entrada dos esses e bateu no guard-rail a 220km/h numa colisão que destruiu a parte dianteira da McLaren e causou numa forte contusão na perna esquerda. Sofrendo dores intensas, o tricampeão sinalizou para um comissário de pista. Quando o resgate chegou, imobilizaram-lhe o pescoço com um colete ortopédico e puseram uma máscara de oxigênio para facilitar sua respiração. Removido do local após oito minutos, o piloto foi levado ao hospital do circuito e ao examiná-lo constataram alguns hematomas na perna machucada e aplicaram-lhe um sedativo. Alquebrado na véspera de seu aniversário de 32 anos, o piloto afirmou: "Eu nunca senti essa dor antes", segundo artigo publicado no Jornal do Brasil.
Por conta das dores sofridas, a McLaren deixou a critério de Senna a decisão de participar do segundo treino oficial sendo que o piloto estaria fora da corrida mexicana caso não participasse, afinal o tempo que assinalou antes do acidente não o colocou entre os vinte e seis aptos a largar. Apesar de certo suspense, o brasileiro marcou o sexto tempo e explicou sua decisão: "Por razões humanitárias eu jamais sentaria em um carro aqui, mas, em respeito ao público em geral e a meus fãs, eu tenho que correr". No tocante ao resto do grid tivemos uma primeira fila da Williams com Nigel Mansell à frente de Riccardo Patrese enquanto a Benetton expôs o mau momento vivido pela McLaren ao colocar Michael Schumacher e Martin Brundle na segunda fila adiante de Gerhard Berger e um fadigado Ayrton Senna.
Pela primeira vez em seus 31 anos de história, os dois carros da Brabham falharam na classificação.

### Novo passeio da Williams
Nigel Mansell conservou o primeiro lugar após a largada sendo que Riccardo Patrese manteve-se próximo ao companheiro de equipe durante vinte voltas enquanto Ayrton Senna surgiu em terceiro lugar num arranque vigoroso e sem o incômodo da perna machucada no acidente de sexta-feira graças a um forro de espuma inserido no cockpit por seus mecânicos. Chegar a essa posição foi possível porque o brasileiro soube combinar oportunidade e experiência, pois aproveitou a freada no fim da reta, inseriu-se no lado externo da pista e ultrapassou os carros à sua frente. No sentido inverso, três pilotos abandonaram a porfia antes de completada a primeira volta: Karl Wendlinger bateu sua March na Ferrari de Ivan Capelli, ao passo que o motor da Jordan deixou Maurício Gugelmin a pé. Graças à suspensão ativa, os carros da Williams mal sofriam com as ondulações da pista mexicana dada a sua altura constante em relação ao solo por conta da impulsão hidráulica dos amortecedores e assim Mansell ampliou sua vantagem e cruzou a linha de chegada em primeiro lugar, quase treze segundos adiante de Patrese.
Mais veloz que a Benetton de Michael Schumacher nas retas, Ayrton Senna manteve o terceiro posto até a volta onze quando quebrou a transmissão da McLaren. Contudo, o duelo entre as equipes rivais continuou graças a Gerhard Berger e Martin Brundle: na 41ª volta Berger superou o rival, mas tomou o troco logo depois; somente duas voltas mais tarde o austríaco da McLaren garantiu o quarto lugar enquanto o motor de Brundle foi pelos ares na volta 47. Graças ao surpreendente ritmo de sua Tyrrell, Andrea de Cesaris assegurou o quinto lugar mesmo a uma volta de Mansell, o vencedor, enquanto Mika Häkkinen terminou em sexto lugar com a Lotus.
Invicta graças à segunda dobradinha entre Nigel Mansell e Riccardo Patrese em duas provas disputadas, a Williams liderava com folga os mundiais de pilotos e construtores enquanto Michael Schumacher saboreava seu primeiro pódio.

## Classificação da prova

### Treinos
| Pos.    | Nº | Piloto               | Chassi/Motor         | Q1        | Q2       |
| ------- | -- | -------------------- | -------------------- | --------- | -------- |
| 1       | 5  | Nigel Mansell        | Williams-Renault     | 1:16.346  | 1:16.648 |
| 2       | 6  | Riccardo Patrese     | Williams-Renault     | 1:17.908  | 1:16.362 |
| 3       | 19 | Michael Schumacher   | Benetton-Ford        | 1:17:554  | 1:17.292 |
| 4       | 20 | Martin Brundle       | Benetton-Ford        | 1:18.937  | 1:18.588 |
| 5       | 2  | Gerhard Berger       | McLaren-Honda        | 1:18.604  | 1:18.589 |
| 6       | 1  | Ayrton Senna         | McLaren-Honda        | 1:23.063  | 1:18.791 |
| 7       | 21 | J. J. Lehto          | Dallara-Ferrari      | 1:19.982  | 1:19.111 |
| 8       | 33 | Maurício Gugelmin    | Jordan-Yamaha        | 1:20.246  | 1:19.355 |
| 9       | 22 | Pierluigi Martini    | Dallara-Ferrari      | 1:19.767  | 1:19.378 |
| 10      | 27 | Jean Alesi           | Ferrari              | 1:21.434  | 1:19.417 |
| 11      | 4  | Andrea de Cesaris    | Tyrrell-Ilmor        | 1:19.423  | 1:24.117 |
| 12      | 12 | Johnny Herbert       | Lotus-Ford           | 1:20.450  | 1:19.509 |
| 13      | 29 | Bertrand Gachot      | Venturi-Lamborghini  | 1:21.656  | 1:19.743 |
| 14      | 15 | Gabriele Tarquini    | Fondmetal-Ford       | 1:20.386  | 1:19.769 |
| 15      | 32 | Stefano Modena       | Jordan-Yamaha        | 1:19.957  | 1:20.469 |
| 16      | 3  | Olivier Grouillard   | Tyrrell-Ilmor        | 1:20.709  | 1:19.961 |
| 17      | 23 | Christian Fittipaldi | Minardi-Lamborghini  | 1:20.042  | 1:20.202 |
| 18      | 11 | Mika Häkkinen        | Lotus-Ford           | 1:20.145  | 1:20.390 |
| 19      | 16 | Karl Wendlinger      | March-Ilmor          | 47:56.613 | 1:20.200 |
| 20      | 28 | Ivan Capelli         | Ferrari              | 1:20.223  | 1:21.120 |
| 21      | 24 | Gianni Morbidelli    | Minardi-Lamborghini  | 1:21.019  | 1:20.227 |
| 22      | 25 | Thierry Boutsen      | Ligier-Renault       | 1:20.709  | 1:20.395 |
| 23      | 14 | Andrea Chiesa        | Fondmetal-Ford       | 1:21.902  | 1:20.845 |
| 24      | 30 | Ukyo Katayama        | Venturi-Lamborghini  | 1:22.188  | 1:20.935 |
| 25      | 9  | Michele Alboreto     | Footwork-Mugen/Honda | 1:21.396  | 1:21.064 |
| 26      | 26 | Erik Comas           | Ligier-Renault       | 1:21.122  | 1:21.963 |
| DNQ     | 10 | Aguri Suzuki         | Footwork-Mugen/Honda | 1:21.617  | 1:21.187 |
| DNQ     | 17 | Paul Belmondo        | March-Ilmor          | 1:23.508  | 1:21.504 |
| DNQ     | 7  | Eric van de Poele    | Brabham-Judd         | 1:22.937  | 1:22.197 |
| DNQ     | 8  | Giovanna Amati       | Brabham-Judd         | —         | 1:25.052 |
| Fontes: |    |                      |                      |           |          |

### Corrida
| Pos.    | Nº | Piloto               | Construtor           | Voltas          | Tempo/Diferença   | Grid            | Pontos          |
| ------- | -- | -------------------- | -------------------- | --------------- | ----------------- | --------------- | --------------- |
| 1       | 5  | Nigel Mansell        | Williams-Renault     | 69              | 1:31'53.587       | 1               | 10              |
| 2       | 6  | Riccardo Patrese     | Williams-Renault     | 69              | + 12.971          | 2               | 6               |
| 3       | 19 | Michael Schumacher   | Benetton-Ford        | 69              | + 21.429          | 3               | 4               |
| 4       | 2  | Gerhard Berger       | McLaren-Honda        | 69              | + 33.347          | 5               | 3               |
| 5       | 4  | Andrea de Cesaris    | Tyrrell-Ilmor        | 68              | + 1 volta         | 11              | 2               |
| 6       | 11 | Mika Häkkinen        | Lotus-Ford           | 68              | + 1 volta         | 18              | 1               |
| 7       | 12 | Johnny Herbert       | Lotus-Ford           | 68              | + 1 volta         | 12              |                 |
| 8       | 21 | J. J. Lehto          | Dallara-Ferrari      | 68              | + 1 volta         | 7               |                 |
| 9       | 26 | Erik Comas           | Ligier-Renault       | 67              | + 2 voltas        | 26              |                 |
| 10      | 25 | Thierry Boutsen      | Ligier-Renault       | 67              | + 2 voltas        | 22              |                 |
| 11      | 29 | Bertrand Gachot      | Venturi-Lamborghini  | 66              | + 3 voltas        | 13              |                 |
| 12      | 30 | Ukyo Katayama        | Venturi-Lamborghini  | 66              | + 3 voltas        | 24              |                 |
| 13      | 9  | Michele Alboreto     | Footwork-Mugen/Honda | 65              | + 4 voltas        | 25              |                 |
| Ret     | 20 | Martin Brundle       | Benetton-Ford        | 47              | Motor             | 4               |                 |
| Ret     | 15 | Gabriele Tarquini    | Fondmetal-Ford       | 45              | Embreagem         | 14              |                 |
| Ret     | 14 | Andrea Chiesa        | Fondmetal-Ford       | 37              | Rodada            | 23              |                 |
| Ret     | 22 | Pierluigi Martini    | Dallara-Ferrari      | 36              | Falhas na direção | 9               |                 |
| Ret     | 27 | Jean Alesi           | Ferrari              | 31              | Motor             | 10              |                 |
| Ret     | 24 | Gianni Morbidelli    | Minardi-Lamborghini  | 29              | Rodada            | 21              |                 |
| Ret     | 32 | Stefano Modena       | Jordan-Yamaha        | 17              | Câmbio            | 15              |                 |
| Ret     | 3  | Olivier Grouillard   | Tyrrell-Ilmor        | 12              | Motor             | 16              |                 |
| Ret     | 1  | Ayrton Senna         | McLaren-Honda        | 11              | Transmissão       | 6               |                 |
| Ret     | 23 | Christian Fittipaldi | Minardi-Lamborghini  | 2               | Rodada            | 17              |                 |
| Ret     | 33 | Maurício Gugelmin    | Jordan-Yamaha        | 0               | Motor             | 8               |                 |
| Ret     | 16 | Karl Wendlinger      | March-Ilmor          | 0               | Colisão           | 19              |                 |
| Ret     | 28 | Ivan Capelli         | Ferrari              | 0               | Colisão           | 20              |                 |
| DNQ     | 10 | Aguri Suzuki         | Footwork-Mugen/Honda | Não qualificado | Não qualificado   | Não qualificado | Não qualificado |
| DNQ     | 17 | Paul Belmondo        | March-Ilmor          | Não qualificado | Não qualificado   | Não qualificado | Não qualificado |
| DNQ     | 7  | Eric van de Poele    | Brabham-Judd         | Não qualificado | Não qualificado   | Não qualificado | Não qualificado |
| DNQ     | 8  | Giovanna Amati       | Brabham-Judd         | Não qualificada | Não qualificada   | Não qualificada | Não qualificada |
| Fontes: |    |                      |                      |                 |                   |                 |                 |

## Tabela do campeonato após a corrida
| Pos.    | Piloto             | Pontos |
| ------- | ------------------ | ------ |
| 1       | Nigel Mansell      | 20     |
| 2       | Riccardo Patrese   | 12     |
| 3       | Michael Schumacher | 7      |
| 4       | Gerhard Berger     | 5      |
| 5       | Ayrton Senna       | 4      |
| Fontes: |                    |        |

| Pos.    | Construtor       | Pontos |
| ------- | ---------------- | ------ |
| 1       | Williams-Renault | 32     |
| 2       | McLaren-Honda    | 9      |
| 3       | Benetton-Ford    | 7      |
| 4       | Lotus-Ford       | 2      |
| 5       | Tyrrell-Ilmor    | 2      |
| Fontes: |                  |        |

- Nota: Somente as primeiras cinco posições estão listadas.